# 제7회 서울국제영화제
제7회 서울국제영화제는 2006년 9월 15일에 열린 시상식이다.

## 수상 및 후보

### 세네프대상
- 성스러운 가족 - 세바스찬 캄포스 수상

### 세네피언에이스
- 공원에서 - 브뤼노 힌느 외 수상
- 블랙아웃 - 이준학 수상

### 심사위원특별상
- 불타는 집 - 홀게르 에른스트 수상
- 현금 인출기 - 니콜라이 비로프 수상
- 라디다 - 허남훈 수상

### 심사위원특별언급
- 안티오크의 쇠락 - 스테판 벳츠 수상

### 세네프모바일대상
- 당신과 나 사이 - 패트릭 르비즈 수상

### 베스트시네마 4넷상(국제)
- 머리 없는 선원 - 로렌조 레시오 수상
- 퓨쳐리스트 토이즈 - 클라우디오 카스텔리
- 트리거 무비 - 지트카 루돌포바
- 플라스틱 인간 - 하랄드 훈트
- 다리 위의 발라드 - 메디 라마니
- 마에스트로 - 게자 M. 토트
- 거울 장치 - 지그프리드 A. 프르아우프
- 에고 - 루이 블레즈 외
- 가시 장미의 유혹 - 질 존스턴-프라이스
- 트렌스렉 - 파트릭 도운
- 토끼를 돌려줘 - 디미타르 미토프스키 외
- 아웃스탠딩 - 로랑 리츄
- 외박 - 이종윤
- 시계태엽 인형들의 노래 - 카티아 페레즈
- 도시의 이미지 - 이반 마써
- 90 도 - 쥘 자노 외
- 헤비메탈 드러머 - 루크 모리스 외
- 얼굴의 살인자 - 춘푸 마
- 아카드 - 그레구와 삐에르
- 차고 맑은 물 - 헤스터 쇼이르바터
- 성장통 - 반주영
- 인스턴트 영웅들 - 피에르 와이져
- 에브네저 모르간의 사진관 - 티아 퍼킨스 외
- 고자질하는 심장 - 라울 가르시아  외
- 블루스케이프 - 악셀 에버트 외
- 0도 - 오미드 코슈나쟈르
- 야간 근무 - 젬마 버딧
- 체이싱 더 풀 - 캐롤 킴
- 낙원 - 김종관
- 달콤한 눈물 - 카트리나 아싸나소풀루
- 고 오글 - 메건 굴드
- 침식 - 카트린 쥐나뻬
- 완벽한 도미 요리 - 나홍진

### 베스트웹 작품상(국제)
- 사모로스트 2 - 야쿱 드보르스키 외 수상
- 호텔 - 한 후거브뤼그
- 빈 폴 - 설은아
- 공원에서 - 브뤼노 힌느 외
- 스크린 키스 - 질리언 맥도널드
- 귀여운 녀석 - 도쿄플라스틱
- 망나니들의 축구 시합 - 얀-필립 베렌스 외
- 싸이클롭스 - 코너 맥거리글
- 자유롭게 움직여! - 류비자 듀킥
- 논스톱 에로틱 카바레 - 귀욤 주와르 외
- 진하르 - 바벨
- 조수의 복수 - 아니카 하만
- 여정 - 소피 블럼
- 골짜기의 개구쟁이들 - 크레이그 로빈슨
- 감미로운 당신에게 - 피터 호바스
- 블로우 - 에르메스 망기아라르도
- 타부2000닷넷 - 미카엘 브린트럽
- 행복한 시간들을 위하여 - 마야 칼로제라
- 감춰진 비디오 - 다니엘 샤이벨
- 앨리스의 모험, 에피소드 2 - 이태리 편 - 바벨 외
- 꿈의 단어들 - 엔리끄 라디갈레스
- 맨하탄 서치 스케이프 - 줄리아나 야마시타
- 지옥 - 호기 채

### 베스트시네마 4넷상(국내)
- 전쟁영화 - 박동훈 수상
- 추위에 날무대가리가 터진게지 - 오창민
- 하와이 - 방문수
- 리턴 - 김종찬
- 설탕둘 프림하나 가래한덩이 - 서동해
- 미성년자 관람불가 - 박신우
- 선잠 - 안주영
- 통조림 - 정지환
- 퍼스포패 제2장 - 김린다
- 인어 - 김성주
- 처용의 다도 - 정용주
- 탱크보이 - 송재천
- 마스크 속, 은밀한 자부심 - 노덕
- 죽느냐 사느냐 - 김정진
- 보호자 동반상상 - 심범식
- 정당정치의 역습 - 김곡
- 동정도 안간다 - 조승연
- 로스트 앤 파운드 - 신영재
- 와인드 업 - 허준영
- 필. 링 - 강원석
- 메트로놈 - 최성우
- 블랙아웃 - 이준학
- 더 스트레인저 - 하상목
- 알러지 - 현진식

### 베스트웹 작품상(국내)
- 픽 플라워 - 지영 수상
- 파란 유리 새 - 정지숙
- 디스턴스 - 김성래
- 불편한 인터페이스 - 임형준
- 고고 해피 앤 스마일 - 박병선
- 생의 서 - 박형민
- 푸른 봄의 노래 - 김혜령
- 파팅 - 정재우
- 찬스 - 안진석

### 퍼스트컷 신인감독상
- 모두들, 괜찮아요? - 남선호 수상